# Kristos Andrews
Kristos Andrews (Los Angeles, 25 agosto 1990) è un attore, produttore televisivo e regista statunitense.

## Biografia
Kristos Andrews è nato il 25 agosto 1990 a Los Angeles. Ha iniziato a recitare nel 2007 nella serie TV Sportlets, nella quale ha interpretato Ronnie Riley. L'anno seguente, è apparso in un episodio della serie di Nickelodeon ICarly e ha prodotto il film Jack Rio, diretto da Gregori J. Martin. Nel 2010, ha ripreso il ruolo di Ronnie Riley nella serie Super Sportlets, ha prodotto il film Lights Out ed ha iniziato ad interpretare il rubacuori Pete Garrett nel serie drammatico The Bay. Grazie a quest'ultimo lavoro, ha vinto 11 Daytime Emmy Award su 14 candidature.  Dal 2016 al 2017, ha interpretato Tyler nella serie This Just In. Grazie a questo ruolo, ha ricevuto due candidatura ai Daytime Emmy. Nel 2012, è diventato il produttore più giovane ad essere nominato per un Emmy e nel 2017 è diventato la prima persona a vincere cinque Emmy all'età di 26 anni.
Nel 2015, ha interpretato il protagonista, Robert Areizaga Jr., nel film The Southside. Nel 2019, ha recitato nelle miniserie Class Act e A Place Called Holywood ed nel film di Rob Smat The Last Whistle. Nel 2021, ha recitato nel film Survive the Game, con Bruce Willis, e The Magic.

## Filmografia

### Attore

#### Cinema
- Triangle, regia di Theodros Teshome (2012)
- The Southside, regia di Gregori J. Martin (2015)
- The Last Whistle, regia di Rob Smat (2019)
- Survive the Game, regia di James Culle Bressack (2021)
- The Magic, regia di Gregori J. Martin (2021)
- Murder, Anyone?, regia di James Cullen Bressack (2022)
- Battle for Pandora, regia di Noah Luke (2022)
- Darkness of Man, regia di James Cullen Bressack (2024)

#### Televisione
- Sportlets - serie TV, 2 episodi (2007)
- ICarly - serie TV, episodio 1x24 (2008)
- Super Sportlets - serie TV, 4 episodi (2010)
- The Bay - serie TV, 140 episodi (2010-in corso)
- This Just In - serie TV, 22 episodi (2016-2017)
- Class Act - miniserie TV, 3 episodi (2019)
- A Place Called Hollywood - serie TV, 6 episodi (2019)
- 2nd Chance for Christmas, regia di Christopher Ray - film TV (2019)
- yA - serie TV, 8 episodi (2020)
- FraXtur - serie TV, 8 episodi (2020-2021)
- Un ospite pericoloso (The Killer in MY Backyard), regia di Fred Olen Ray - film TV (2021)

### Produttore

#### Cinema
- Jack Rio, regia di Gregori J. Martin (2008)
- Lights Out, regia di Gregori J. Martin (2010)
- The Intruders, regia di Gregori J. Martin (2017)

#### Televisione
- The Bay - serie TV, 124 episodi (2010-in corso)
- This Just In - serie TV, 18 episodi (2016-2017)
- A Place Called Hollywood - miniserie TV, 6 episodi (2019)
- yA - serie TV, 10 episodi (2020)

### Regista
- The Bay - serie TV, 17 episodi (2014-2020)
- yA - serie TV, 9 episodi (2020)

## Riconoscimenti
- Daytime Emmy Awards
  - 2015 - Miglior serie drammatica - categoria nuovi approcci per The Bay
  - 2016 - Miglior serie drammatica digitale per The Bay
  - 2016 - Miglior attore in una serie drammatica digitale per The Bay
  - 2017 - Miglior serie drammatica digitale per The Bay
  - 2017 - Miglior attore in una serie drammatica digitale per The Bay
  - 2017 - Candidatura al miglior programma per bambini o per tutta la famiglia per This Just In
  - 2018 - Miglior serie drammatica digitale per The Bay
  - 2018 - Miglior attore in una serie drammatica digitale per The Bay
  - 2018 - Candidatura al miglior artista in un programma per bambini per This Just In
  - 2019 - Candidatura alla miglior serie drammatica digitale per The Bay
  - 2019 - Candidatura al miglior attore in una serie drammatica digitale per The Bay
  - 2020 - Miglior serie drammatica digitale per The Bay
  - 2020 - Miglior attore in una serie drammatica digitale per The Bay
  - 2020 - Miglior tema di registi di una serie drammatica digitale per The Bay
  - 2021 - Candidatura alla miglior miniserie drammatica per The Bay
  - 2021 - Miglior attore per The Bay